# Night of Champions 2008
Night of Champions 2008 è stata la prima edizione dell'omonimo evento in pay-per-view prodotto dalla WWE. L'evento si è svolto il 29 giugno 2008 presso l'American Airlines Center di Dallas, Texas.

## Storyline
Nella puntata di Raw del 2 giugno John Cena sconfisse Jeff Hardy, diventando il contendente n°1 del WWE Champion Triple H. Un match tra Cena e Triple H con in palio il WWE Championship fu poi annunciato per Night of Champions. Nella puntata di Raw del 23 giugno Triple H fu trasferito dal roster di Raw a quello di SmackDown per effetto del Draft, portando con sé anche il titolo, rendendolo un'esclusiva dello show blu; tuttavia, nonostante il cambio di brand, l'incontro di Night of Champions tra Triple H e Cena venne confermato.
Nella puntata di SmackDown del 6 giugno Batista, Funaki, Nunzio e Colin Delaney sconfissero il World Heavyweight Champion Edge, Chavo Guerrero, Curt Hawkins e Zack Ryder; con questa vittoria, come annunciato dalla General Manager Vickie Guerrero, Batista diventò lo sfidante al titolo per Night of Champions. Nella puntata di Raw del 23 giugno Batista passò dal roster di SmackDown a quello di Raw per effetto del Draft; tuttavia, nonostante il cambio di brand, Vince McMahon confermò l'incontro di Night of Champions tra Edge e Batista con in palio il titolo.
Il 1º giugno, a One Night Stand, Big Show sconfisse il Mr. Money in the Bank CM Punk, Chavo Guerrero, Tommy Dreamer e John Morrison in un Singapore Cane match, diventando il contendente n°1 dell'ECW Champion Kane per Night of Champions. Nella puntata di Raw del 23 giugno, nonostante Kane fosse stato trasferito dal roster della ECW a quello di Raw per effetto del Draft, rendendo difatti l'ECW Championship come esclusiva dello show rosso, l'incontro di Night of Champions tra Big Show e Kane fu confermato. Il 25 giugno, dopo che era passato nel roster della ECW in seguito al Draft supplementare, Mark Henry fu aggiunto all'incontro di Night of Champions valevole per l'ECW Championship di Kane, trasformandolo quindi in un Triple Threat match tra Big Show, Kane e Henry stesso.
Nella puntata di SmackDown del 20 giugno lo United States Champion Matt Hardy sconfisse Bam Neely; tuttavia, dopo la fine dell'incontro, quest'ultimo attaccò brutalmente Hardy insieme al suo alleato della Familia, Chavo Guerrero, il quale richiese poi un match contro Hardy per il titolo. Un match tra Hardy e Guerrero con in palio lo United States Championship fu dunque sancito per Night of Champions.
Nella puntata di Raw del 26 maggio il debuttante Ted DiBiase Jr., figlio della leggenda Ted DiBiase, sfidò i World Tag Team Champions Cody Rhodes e Hardcore Holly, dicendo che sarebbe riuscito a strappare i titoli di coppia dalla loro vita. Successivamente, dopo settimane di promo, fu annunciato un match per il World Tag Team Championship tra Rhodes e Holly contro DiBiase e un partner misterioso per Night of Champions.
Nella puntata di ECW del 24 giugno, dopo che aveva sconfitto Shelton Benjamin in un Extreme Rules match, Kofi Kingston passò dal roster della ECW a quello di Raw per effetto del Draft. Il giorno seguente, Kingston fu nominato come contendente n°1 dell'Intercontinental Champion Chris Jericho. Un match tra Kingston e Jericho con in palio l'Intercontinental Championship fu poi sancito per Night of Champions.
Nella puntata di Raw del 16 giugno Katie Lea Burchill diventò la contendente n°1 della Women's Champion Mickie James dopo che l'aveva schienata durante un Mixed Tag Team match, in cui Katie era in coppia con Paul Burchill mentre Mickie era schierata con Mr. Kennedy. Un match tra Katie e Mickie con in palio il Women's Championship fu poi annunciato per Night of Champions.
Nella puntata di SmackDown del 27 giugno Finlay e Hornswoggle, dopo che avevano sconfitto Curt Hawkins e Zack Ryder, diventarono i contendenti n°1 dei WWE Tag Team Champions John Morrison e The Miz. Un match per il WWE Tag Team Championship tra Morrison e The Miz contro Finlay e Hornswoggle fu sancito per Night of Champions.

## Risultati
| #    | Incontri                                                             | Stipulazioni                                                 | Durata |
| ---- | -------------------------------------------------------------------- | ------------------------------------------------------------ | ------ |
| Dark | Jeff Hardy ha sconfitto Montel Vontavious Porter                     | Single match                                                 | —      |
| 1    | John Morrison e The Miz (c) hanno sconfitto Finlay e Hornswoggle     | Tag team match per il WWE Tag Team Championship              | 08:46  |
| 2    | Matt Hardy (c) ha sconfitto Chavo Guerrero (con Bam Neely)           | Single match per il WWE United States Championship           | 09:22  |
| 3    | Mark Henry ha sconfitto Kane (c) e Big Show                          | Triple threat hardcore match per l'ECW Championship          | 08:18  |
| 4    | Cody Rhodes e Ted DiBiase Jr. hanno sconfitto Hardcore Holly (c)     | Two-on-one handicap match per il World Tag Team Championship | 01:28  |
| 5    | Kofi Kingston ha sconfitto Chris Jericho (c)                         | Single match per il WWE Intercontinental Championship        | 13:28  |
| 6    | Mickie James (c) ha sconfitto Katie Lea Burchill (con Paul Burchill) | Single match per il WWE Women's Championship                 | 07:17  |
| 7    | Edge (c) ha sconfitto Batista                                        | Single match per il World Heavyweight Championship           | 17:11  |
| 8    | Triple H (c) ha sconfitto John Cena                                  | Single match per il WWE Championship                         | 21:38  |